# Лю Юнфу
Лю Юнфу (кит. 刘永福, пиньинь Liú Yǒngfú, вьет. Lưu Vĩnh Phúc; 10 октября 1837 — 1917) — китайский солдат удачи и командир известной армии чёрного знамени. Лю получил известность как китайский солдат-патриот, сражавшийся против французов на севере Вьетнама (Тонкин) в 1870-х и в начале 1880-х годов. Во время франко-китайской войны (август 1884 — апрель 1885 года) он установил тесную дружбу с китайским чиновником и генералом Тан Цзинсуном, а в 1895 году он помог организовать Тану сопротивление японской оккупации Тайваня. Он сменил Тана в качестве второго и последнего президента недолго существовавшей Республики Тайвань (5 июня — 21 октября 1895).